# Jagdgeschwader 103
103-тя винищувальна ескадра (нім. Jagdgeschwader 103 (JG 103) — навчальна винищувальна ескадра Люфтваффе, що існувала у складі повітряних сил вермахту за часи Другої світової війни.

## Історія
103-тя винищувальна ескадра заснована 7 грудня 1942 року на основі штабу 3-ї школи винищувальної авіації (нім. Stab/Jagdfliegerschule 3 (JFS3) у Бад-Айблінгі.

## Командування

### Командири
штаб (Stab/JG 103)
- майор Герберт Ілефельд (нім. Herbert Ihlefeld) (7 грудня 1942 — 20 липня 1943);
- майор Ганс фон Ган (нім. Hans von Hahn) (21 липня 1943 — 15 березня 1945).

1-ша група (I./JG 103)
- гауптман Вернер Зайферт (нім. Werner Seyfert) (7 грудня 1942 — 26 січня 1943);
- гауптман Вернер Урсінус (нім. Werner Ursinus) (27 січня 1943 — 5 січня 1944);
- гауптман Теодор Ліндеманн (нім. Theodor Lindemann) (серпень 1944 — 15 березня 1945).

2-га група (II./JG 103)
- гауптман Вальтер Кінцле (нім. Walter Kienzle) (15 жовтня 1944 — 15 березня 1945).

## Бойовий склад 103-ї винищувальної ескадри
- Штаб (Stab/JG 103)
- 1-ша група (I./JG 103)
- 2-га група (II./JG 103)

## Основні райони базуванняштабу103-ї винищувальної ескадри[1]
| Час                            | Місто        |
| ------------------------------ | ------------ |
| 7 грудня 1942 — 28 лютого 1943 | Бад-Айблінг  |
| 1 березня 1943—30 березня 1944 | Шатору-Деолс |
| 1 квітня — квітень 1944        | Грайфсвальд  |
| квітень 1944—23 січня 1945     | Столп-Рейц   |
| 24 січня — 15 березня 1945     | Пароу        |